# Louise Welsh
Pour les articles homonymes, voir Welsh.
Œuvres principales
- Tamburlaine Must Die

Louise Welsh, née le 1er février 1965 à Londres, est un écrivain britannique, auteur de roman policier.

## Biographie
Elle s'inscrit à l'Université de Glasgow, où elle obtient avec mention une maîtrise ès arts. Pendant huit ans, elle tient ensuite une librairie de livres d’occasion et de livres anciens, mais retourne finalement suivre des cours de création littéraire à l'Université de Glasgow, puis obtient une maîtrise en Lettres de l'Université de Strathclyde. Elle est par la suite chargée de cours en création littéraire à l'Université de Glasgow.
Elle amorce sa carrière d'écrivain en 2002. Ses romans sont associés au Tartan noir, une conjonction stylistique entre le roman noir et la culture écossaise. En 2003, elle publie Tamburlaine Must Die, un roman policier historique qui revient sur les circonstances entourant le meurtre du dramaturge de pièces élisabéthaines Christopher Marlowe.
Elle vit avec l’écrivain écossais Zoë Strachan (en) sans que cela n’influe sur son écriture.

## Œuvre

### Trilogie Plague Times
- A Lovely Way to Burn (2014)[2]
- Death is a Welcome Guest (2015)

### Autres romans
- The Cutting Room, 2002[3] Publié en français sous le titre Impasse de la perversion, traduit par Pierre Charras, Paris, Éditions Balland, coll. « Saisons étrangères », 2003, 370 p.  (ISBN 2-7158-1460-7) ; réédition, Paris, Le Livre de poche no 37062, 2005  (ISBN 2-253-09903-1)
- Tamburlaine Must Die, 2003[4]
- The Bullet Trick, 2006 Publié en français sous le titre Le Tour maudit, traduit par Céline Schwaller, Paris, Éditions Métailié, coll. « Bibliothèque écossaise », 2007, 341 p.  (ISBN 978-2-86424-628-2)
- Naming The Bones, 2010 Publié en français sous le titre De vieux os , traduit par Céline Schwaller, Paris, Éditions Métailié, coll. « Bibliothèque écossaise », 2011, 391 p.  (ISBN 978-2-86424-844-6)
- The Girl on The Stairs, 2012 Publié en français sous le titre La Fille dans l'escalier, traduit par Céline Schwaller, Paris, Éditions Métailié, coll. « Bibliothèque écossaise », 2014, 256 p.  (ISBN 979-10-226-0131-3)

### Recueils de nouvelles
- Ox-Tails: Air (2009), recueil collectif
- Shattered (2014), recueil collectif
- The Face at the Window (2014)

### Autre publication
- Tip Tap Flat: A View of Glasgow (2012)